# Jānis Krauklis
Jānis Krauklis (ros. Ян Кришьянович Крауклис, ur. 25 czerwca 1895 w Salac w guberni inflanckiej, zm. 22 kwietnia 1938) – funkcjonariusz radzieckich służb specjalnych, major bezpieczeństwa państwowego.

## Życiorys
Od 1913 należał do SDPRR(b), w październiku 1915 został aresztowany, potem skazany na zesłanie do guberni irkuckiej, 19 marca 1917 amnestionowany po rewolucji lutowej, 1917-1918 był komisarzem milicji w Rydze. W latach 1918–1919 był śledczym Czeki, 1919-1920 przewodniczącym dwinskiej powiatowej Czeki, 1920-1922 funkcjonariuszem Wydziału Specjalnego Czeki, a 1922-1923 szefem pogranicznego oddziału GPU w Nowogrodzie Wołyńskim. W latach 1923–1925 był szefem Wydziału Ekonomicznego Donieckiego Gubernialnego Oddziału GPU, 1925-1928 szefem Okręgowego Oddziału GPU w Krzywym Rogu, od 11 czerwca 1928 do 5 września 1930 szefem Okręgowego Oddziału GPU w Stalino (Doniecku), a od 1 października 1930 do grudnia 1931 szefem charkowskiego sektora operacyjnego GPU. Od grudnia 1931 do 14 lutego 1932 był szefem dniepropietrowskiego sektora operacyjnego GPU, od 14 lutego do 17 sierpnia 1933 szefem dniepropietrowskiego obwodowego oddziału GPU, od sierpnia 1933 do 15 stycznia 1934 szefem czernihowskiego obwodowego oddziału GPU, a od 15 stycznia do 4 czerwca 1934 szefem charkowskiego obwodowego oddziału GPU. Od 28 sierpnia 1934 do stycznia 1935 był szefem Zarządu Ochrony Pożarowej NKWD Ukraińskiej SRR, od 9 stycznia 1935 do 26 lipca 1937 szefem Wydziału X/Zarządu Miejsc Uwięzienia NKWD Ukraińskiej SRR w stopniu majora bezpieczeństwa państwowego, w 1937 szefem kułajskiego poprawczego obozu pracy w obwodzie archangielskim. 22 grudnia 1935 został odznaczony Orderem Czerwonego Sztandaru Pracy.
1 stycznia 1938 został aresztowany, następnie rozstrzelany.